# Gérard Lollier
Gérard Lollier, né le 5 octobre 1925 au Perreux-sur-Marne (Val-de-Marne) et mort à l'âge de 77 ans le 15 juin 2003 à Gattières (Alpes-Maritimes), près de Vence, est un dirigeant permanent de la Fédération sportive de France puis de la Fédération sportive et culturelle de France.
Fortement investi par ailleurs dans des mandats locaux, il est également bien connu au niveau national pour ses engagements dans les domaines du tennis de table, du basket-ball et de la presse écrite sportive.

## Biographie
Gérard Lollier commence sa carrière sportive en 1937 au patronage paroissial Saint-Jean-Baptiste du Perreux où il commence à prendre des responsabilités qui l'amènent à s'engager dès 18 ans à l'Union départementale de la Seine. Cet engagement se poursuit de 1954 à 1959 par la présidence de la commission fédérale de tennis de table de la Fédération sportive de France (FSF), future Fédération sportive et culturelle de France (FSCF).

### LaFSFpuis laFSCF
Il accepte en 1960 le poste de secrétaire général-adjoint où il seconde Robert Pringarbe au secrétariat sportif jusqu'à son départ à la retraite en 1983. Dès 1963 il impulse un grand tournoi populaire de tennis de table, les Premiers pas pongistes de la Fédération sportive de France, ouvert aux non licenciés. Après avoir connu diverses mutations, cette initiative est reprise par la Fédération française de tennis de table (FFTT) en 1967. Les commissions FSCF de football, de basket-ball et d'athlétisme profitent également de ses talents d'organisateur.
La FSF lui doit aussi l'organisation des matinées sportives récréatives pour les scolaires, initiée par Robert Pringarbe. Dans le cadre de cette organisation, de 1963 à 1977, le parc des Princes, la Cipale, le palais des sports de la porte de Versailles, le stade Pierre-de-Coubertin et le stade Yves-du-Manoir de Colombes accueillent successivement plusieurs centaines de milliers de jeunes. Les plus grands champions du moment et grands présentateurs de la radio et de la télévision l'assurent de leur participation bénévole.
Pendant les 23 ans de vie professionnelle au service de la FSF puis de la FSCF, il œuvre sous les présidences successives de Gilbert Olivier, Guy Fournet et Jacques Gautheron. Ceux-ci lui laissent la plus grande liberté pour promouvoir, outre le tennis de table, la fédération auprès des médias et du mouvement sportif national et francilien. Aussi son activité de dirigeant sportif déborde largement le seul cadre fédéral.

### Autres fonctions et responsabilités
Élu au comité directeur de la FFTT de 1953 à 1966, il y assure la promotion de la discipline auprès des médias. Il y revient après sa retraite et préside le comité de la Ligue d'Île-de-France de 1988 à 1996. Il est élu à nouveau au comité directeur fédéral de 1992 à 1996.
Il participe aussi activement au développement de l'Alsace de Bagnolet dont il assume la présidence pendant 7 ans, de 1972 à 1979, après en avoir été le secrétaire général. Membre de l'Association des clubs de basket-ball, il est chargé, grâce à l'expérience et la réputation acquises au tennis de table, des relations publiques de la Fédération française de basket-ball (FFBB) de 1983 à 1985.
De 1994 à 2000, il préside la commission média/communication du Comité national olympique et sportif français (CNOSF), fonction qui consacre sa seconde carrière de journaliste sportif sous le pseudonyme de Gérard Henry. Il est également responsable des revues Francophonie pongiste et Île-de-France magazine.

### Engagements locaux
Élu au conseil municipal du Perreux dès 1959, il y exerce la fonction d'adjoint aux sports de 1966 à 1972. Cet engagement local l'amène à siéger au Comité d'action et de développement de la région est de Paris (CADREP).
Il prend sa retraite à Vence en 2001 et se met aussitôt à la disposition du Vence basket-club dont il assure le secrétariat général. Il assume cette charge, jusqu'à son décès, avec celles de membre de diverses commissions extra-municipales.

### Activités internationales
De 1970 à 1995, il est membre de la fédération internationale de tennis de table (ITTF). En 1983, année de sa retraite, il est commissaire général du tournoi préolympique et exerce les mêmes fonctions lors des jeux pongistes de la francophonie de 1992 et 1994.
En 1979, il est le seul journaliste occidental accrédité pour les championnats du monde de tennis de table de Pyongyang en Corée du Nord.

## Distinctions
Gérard Lollier est :
- titulaire de la médaille d'or de la jeunesse et des sports en 1977 après la médaille d'honneur décernée dès 1959[LJ 2] ;
- chevalier de l'ordre du Mérite en 1978 puis officier en 1991[LJ 3] ;
- grand prix du dirigeant sportif en 1979[LJ 4] ;
- grand prix du meilleur dirigeant francilien en 1992 ;
- plaquette or de la Fédération française de tennis de table en 1996 ;
- chevalier des palmes académiques en 1999[LJ 2] ;
- chevalier de la Légion d'honneur en 1999[2].